# Мисцево (Сельское поселение Новинское)
Мисцево — посёлок в Орехово-Зуевском муниципальном районе Московской области. Входит в состав сельского поселения Новинское. Население — 530 чел. (2010).

## География
Посёлок Мисцево расположен в западной части Орехово-Зуевского района, примерно в 16 км к югу от города Орехово-Зуево. В 1 км к северо-западу от посёлка протекает река Нерская. Высота над уровнем моря 119 м. Ближайший населённый пункт — деревня Загряжская.

## История
Посёлок был образован в 1920-х годах для разработки торфяного массива «Мисцевский».
С 1929 года — населённый пункт в составе Куровского района Орехово-Зуевского округа Московской области, с 1930-го, в связи с упразднением округа, — в составе Куровского района Московской области. В 1959 году, после того как был упразднён Куровской район, посёлок был передан в Орехово-Зуевский район.
До муниципальной реформы 2006 года посёлок Мисцево входил в состав Язвищенского сельского округа Орехово-Зуевского района.

## Население
По переписи 2002 года в посёлке проживало 564 человека (249 мужчин, 315 женщин).
| 2002 | 2006 | 2010 |
| ---- | ---- | ---- |
| 564  | ↗592 | ↘530 |